# Triteleia
Triteleia is een geslacht uit de aspergefamilie. De soorten komen voor in het westen van de Verenigde Staten en Canada, van Brits-Columbia zuidwaarts tot in Californië. Eén soort komt voor in het noordwesten van Mexico. 

## Soorten
- Triteleia bridgesii
- Triteleia clementina
- Triteleia crocea
- Triteleia dudleyi
- Triteleia grandiflora
- Triteleia guadalupensis
- Triteleia hendersonii
- Triteleia hyacinthina
- Triteleia ixioides
- Triteleia laxa
- Triteleia lemmoniae
- Triteleia lilacina
- Triteleia lugens
- Triteleia montana
- Triteleia peduncularis

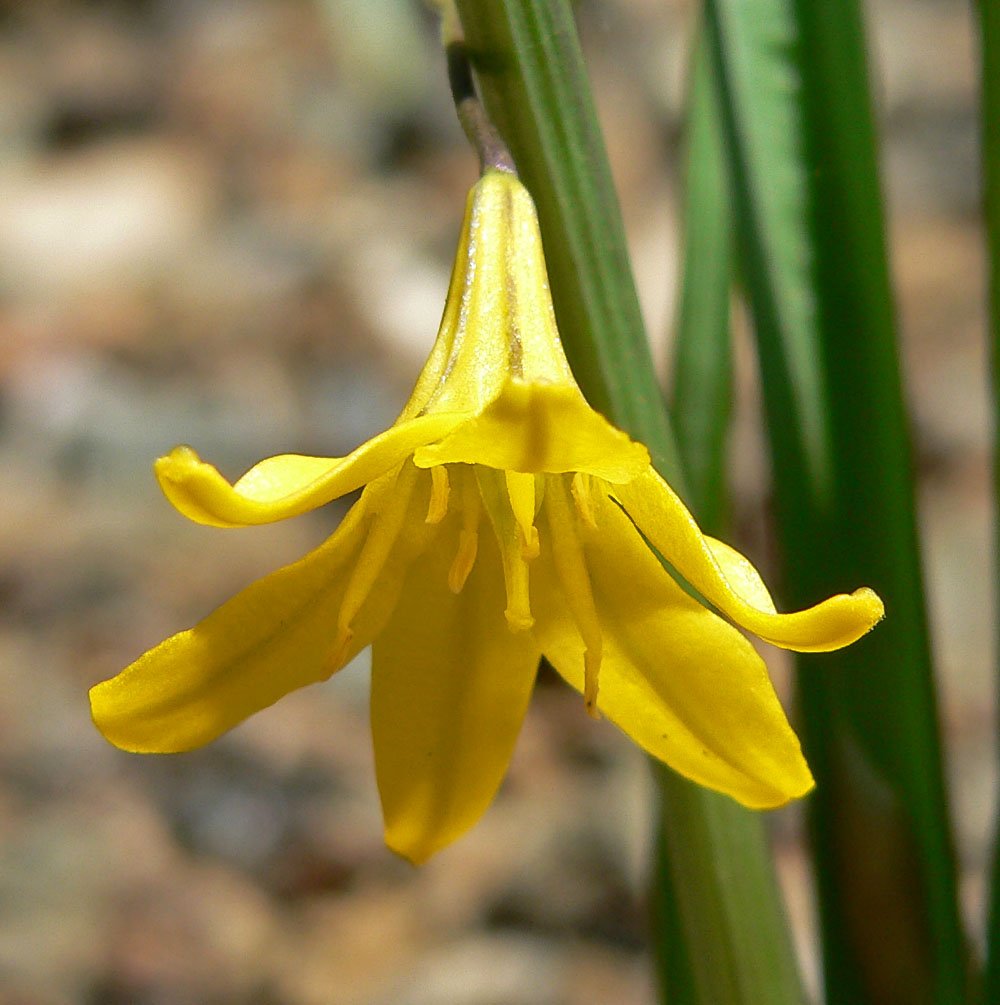
Triteleia crocea var. crocea
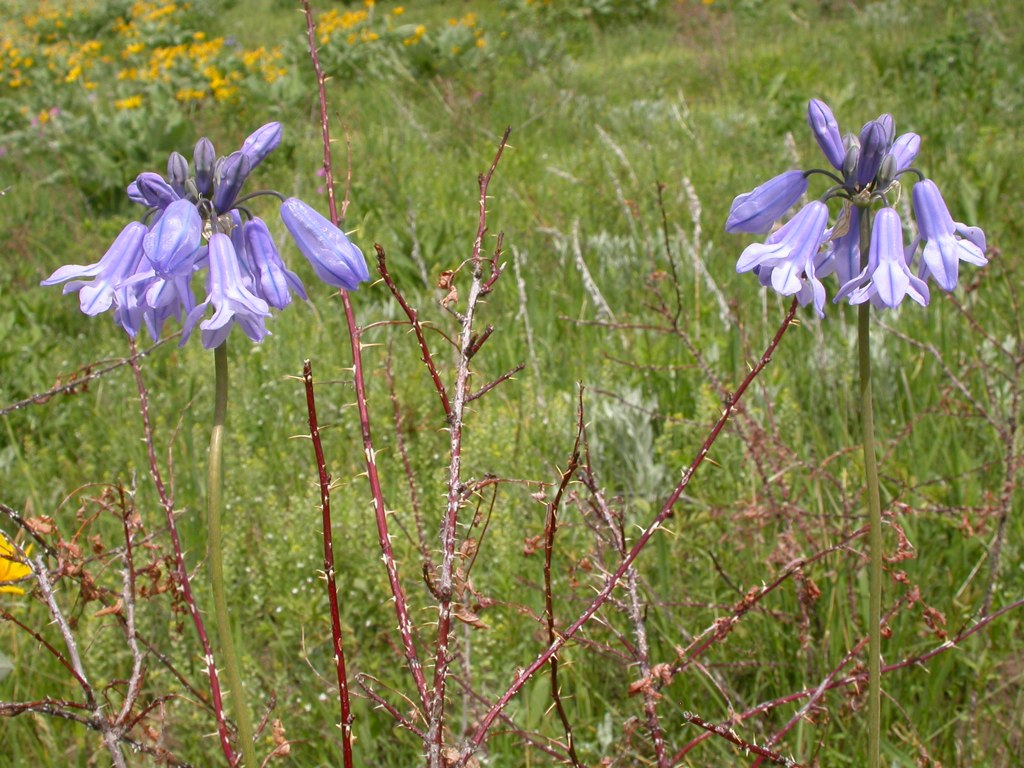
Triteleia grandiflora
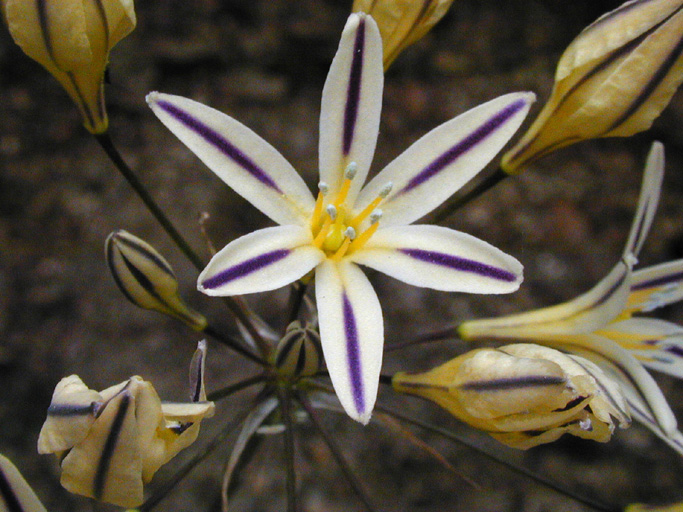
Triteleia hendersonii var. hendersonii
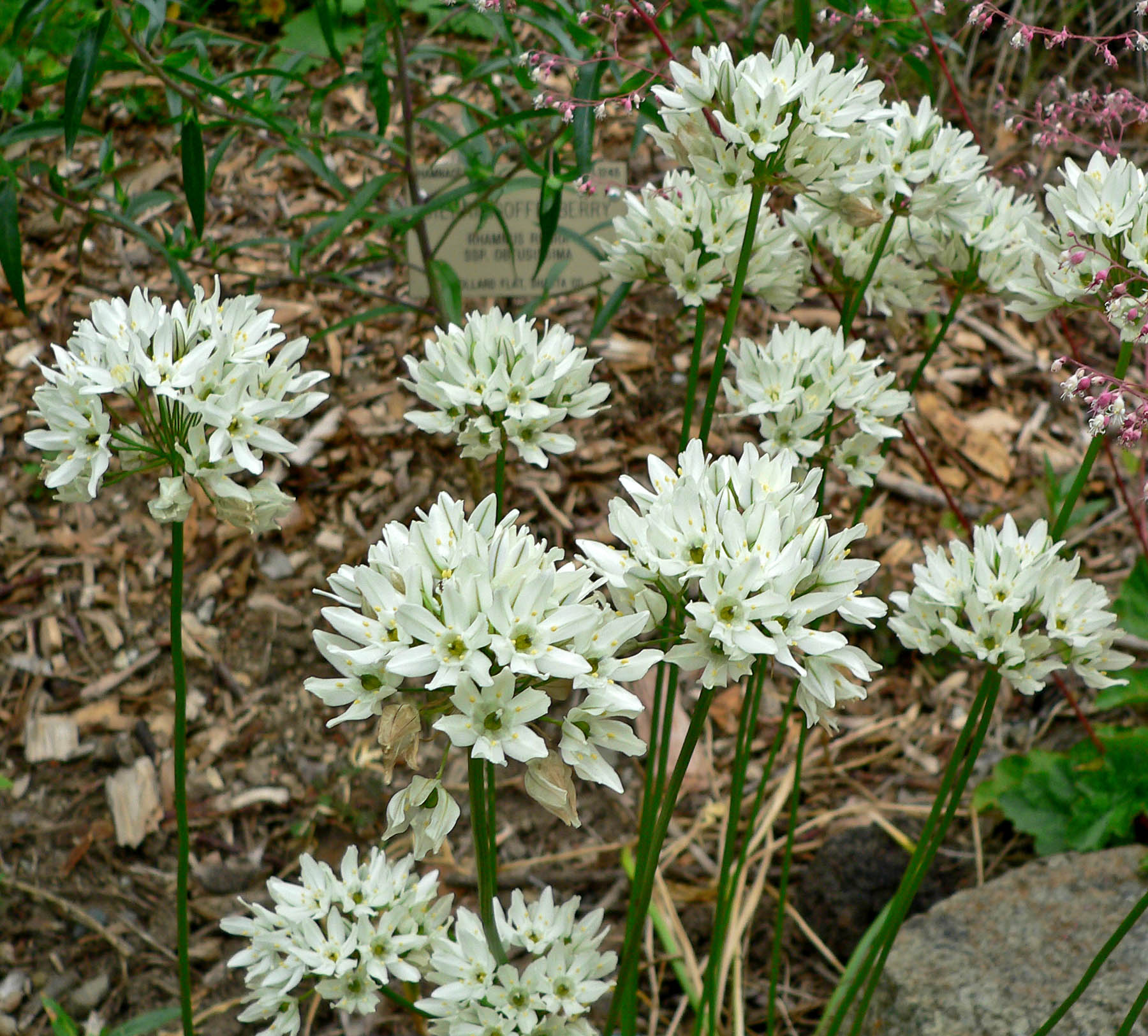
Triteleia hyacinthina
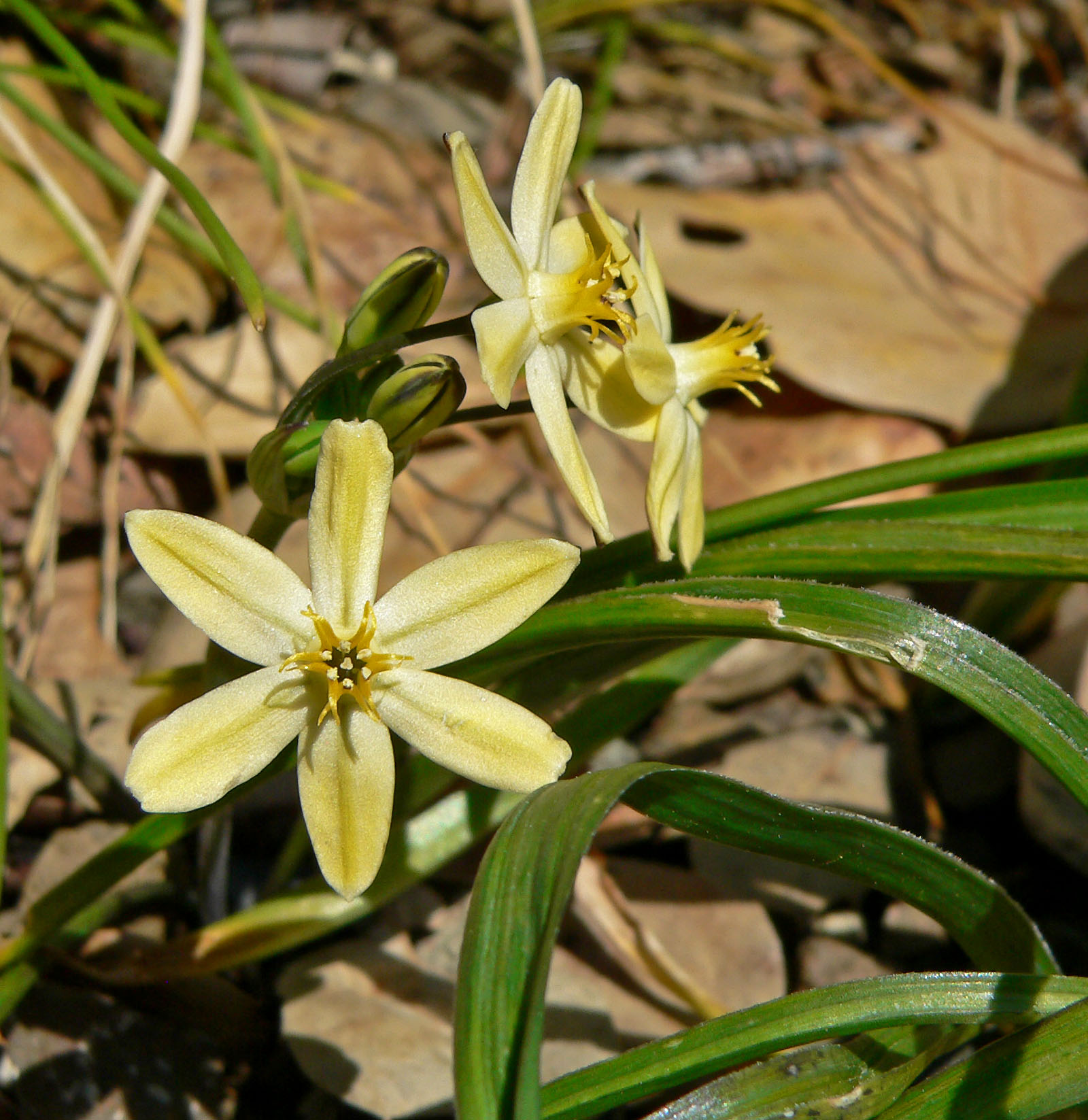
Triteleia ixioides ssp. scabra
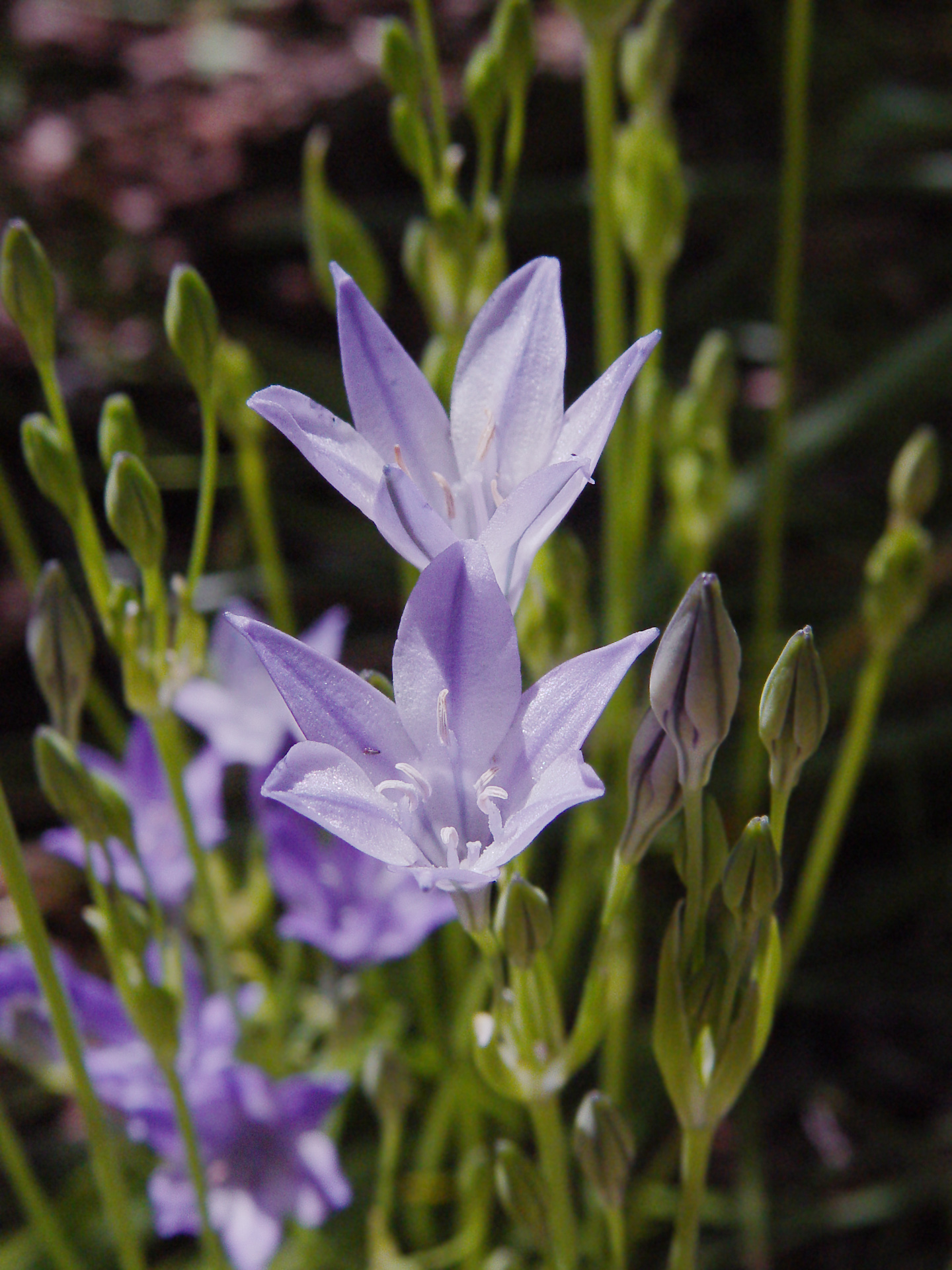
Triteleia laxa
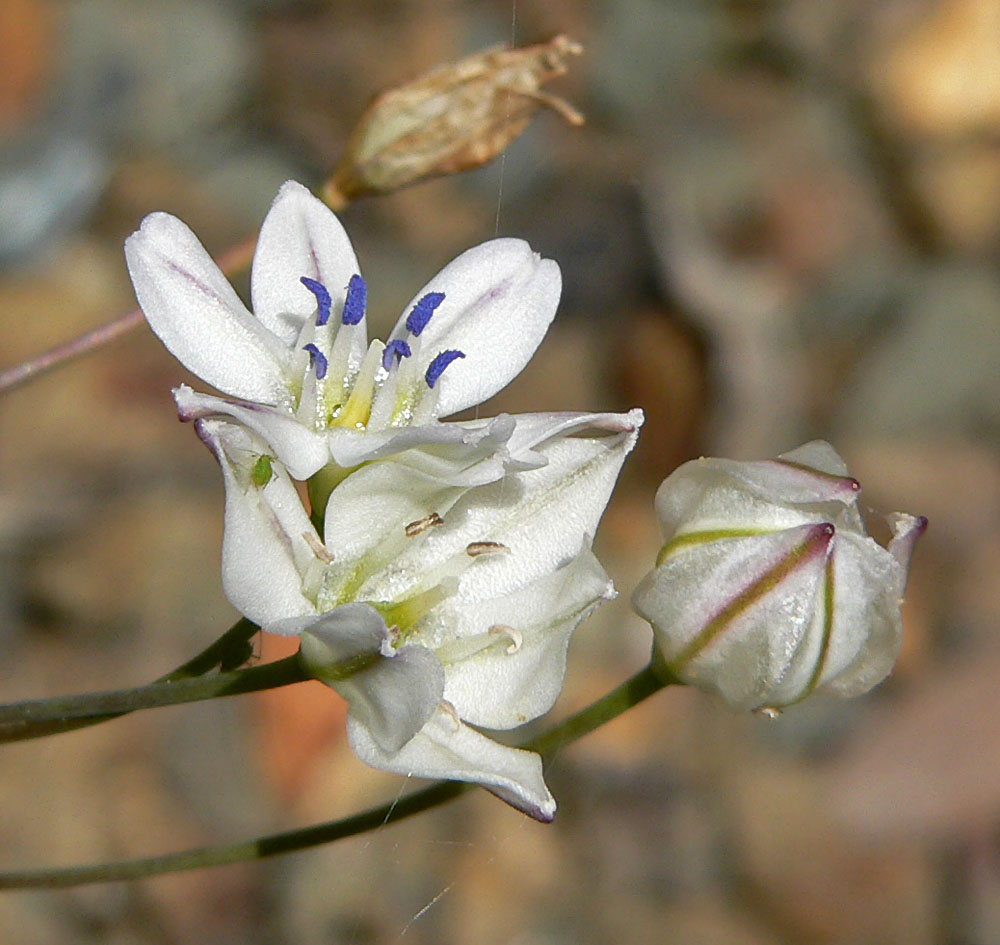
Triteleia lilacina
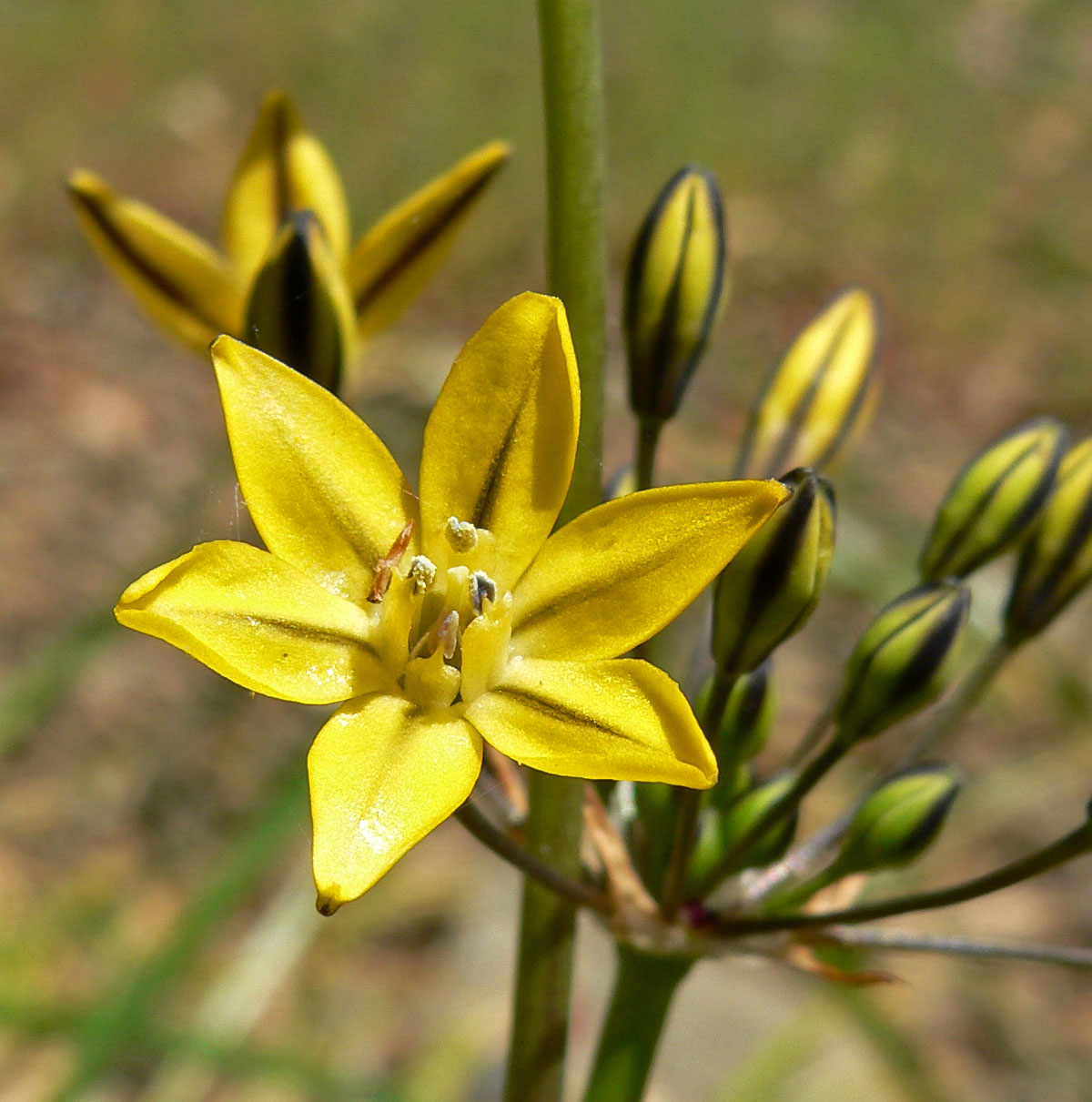
Triteleia lugens